# Arseni Wladimirowitsch Maximow
Arseni Wladimirowitsch Maximow (russisch Арсений Владимирович Максимов, wiss. Transliteration Arsenij Vladimirovič Maksimov; * 25. Juli 1912 in Sankt Petersburg; † Januar 2003) war ein russischer Architekt. Seit Juni 1945 war Maximow dafür verantwortlich, eine Bestandsaufnahme der zerstörten Stadt Königsberg vorzunehmen und deren Rekonstruktion zu planen. Maximows Pläne und Entwürfe beeinflussten spätere Stadtplaner Kaliningrads, wie Dmitri Konstantinowitsch Nawalichin 1949, Michael Naumov 1954 sowie Vladimir Chodakovskij 1960. Maximow lebte bis 1968 in Kaliningrad.

## Leben und Wirken
Er wurde als Sohn von Wadim Igorewitsch Maximow (russisch Вадим Игоревич Максимов) geboren, der Gebäude in Zarskoje Selo restauriert hat.
Seit 1929 studierte Maximow am Leningrader Institut für Bauingenieurwesen (Leningradski inschenerno-stroitelny institut, LISI, heute Staatliche Universität für Architektur und Baukunst Sankt Petersburg) bei Alexei Wiktorowitsch Schtschussew. Als Militäringenieur konstruierte er in Vorbereitung der Erstürmung Königsbergs ein naturgetreues Modell der Stadt. Maximow verblieb im zerstörten Königsberg und arbeitete in der Stadtplanung. Seit Juni 1945 war er dafür verantwortlich, die Überreste der zerstörten Stadt Königsberg zu untersuchen und deren Wiederaufbau vorzubereiten. Ende 1945 begegnete er Willi Schedler, einem Königsberger Architekten. Zusammen suchten sie nach Überresten von Karten und Plänen der Königsberger Bauarchive. Die Fundstücke bildeten die Grundlage für weitergehende Bestandsaufnahmen. Schedler half bei der Systematisierung von Grundrissen, Plänen und Karten. Aus der Zusammenarbeit resultierten die ersten Pläne der zerstörten Stadt.
1946 lieferte Maximow erste Ergebnisse und Daten der Stadt Kaliningrad: Im April 1945 gab es etwa 6.000.000 m² verfügbare Wohnfläche in Königsberg. Nach der Einnahme Königsbergs waren davon nur noch 1.070.000 m² übriggeblieben. Etwa 70 % der Straßen waren noch unzerstört bzw. benutzbar. Der Zerstörungsgrad innerhalb der Stadt Königsberg war unterschiedlich. Das Gebiet innerhalb der inneren Wallanlage war zu 90 % zerstört. Amalienau im Nordwesten war zu 65 % zerstört, Maraunenhof und Quednau im Nordwesten zu 55 % und die Siedlung Devau und Kalthof im Nordosten zu 45 %. Der Nordwesten, wie Juditten und Metgethen, blieb erhalten.
Aus der Zusammenarbeit mit Dmitri Konstantinowitsch Nawalichin resultierte der erste Wiederaufbauplan der Stadt Königsberg. So entstand 1949 der sogenannte Nawalichin-Maximow-Plan zur Rekonstruktion der alten Königsberger Altstadt, der die bisherige Stadtstruktur unter Erhaltung des Schlosses aufgriff. Dieser Plan wurde jedoch von Moskau nicht genehmigt, weshalb er nie ausgeführt wurde. Der Nawachilin-Maximow-Plan von 1949 wurde auch von dem Architekten Michael Naumov von GIPROGOR, dem staatlichen Institut für Stadtplanung, aufgegriffen, der in seinen Entwurf unter anderem die Achse zum Südbahnhof aufnahm.
Als im April 1960 der Kaliningrader Stadtarchitekt Wladimir Chodakowski (russisch Владимир Ходаковский; Chefarchitekt Kaliningrads ab 1961) vorschlug, das Schloss zu retten, wollte Maximow das Königsberger Schloss als Volkshaus oder als Haus des Friedens aufbauen. Die Schlossruine wurde jedoch auf Geheiß von Leonid Breschnew gesprengt.

## Auszeichnungen
Maximow wurde mit dem Orden des Vaterländischen Krieges 1. Klasse ausgezeichnet. Der Orden wurde persönlich durch Howhannes Baghramjan übergeben.

## Rezeption
Maximows Aquarelle des kriegszerstörten Königsbergs der 1940er Jahre wurden in Büchern zur Architekturgeschichte Kaliningrads veröffentlicht, unter anderem in Baldur Kösters Königsberg: Architektur aus deutscher Zeit und Markus Podehls Architektura Kaliningrada. Maximows Zeichnungen und Aquarelle wurden von Ronny Kabus im Jahre 1992 im Ausstellungskatalog zu einer Ausstellung im Ostpreußischen Landesmuseum in Lüneburg unter dem Titel Ruinen von Königsberg. Bilder eines Kaliningrader Architekten publiziert. Im Jahr 2005 wurde eine Ausstellung von Arseni W. Maximow im Kaliningrader Gebietsmuseum gezeigt.
Maximow erklärte die Beweggründe für seine Aquarelle wie folgt:

„Die Ruinen wirkten tatsächlich schrecklich, gleichzeitig aber auch so malerisch, daß sie mich dazu anregten, in meiner Freizeit diese Etudenserie anzufertigen. Meine Absicht wurde noch dadurch verstärkt, dass kein Maler Kaliningrads je dieses Thema berührte. Sie gingen vorüber ohne zu fühlen, dass täglich die Ruinen abgetragen und die Steine über das Meer nach Leningrad gebracht wurden.“

Maximows Arbeiten waren der Beweggrund für Baldur Köster, sein Werk Königsberg: Architektur aus deutscher Zeit zu schreiben.

„Um einen Anstoß zu geben, sich mit den Verhältnissen im zerstörten und leeren Königsberg nach der schmerzhaften Vertreibung der deutschen Bevölkerung auseinander zu setzen, möchte ich ein für mich erschütterndes Erlebnis einfügen, das zugleich der Anstoß war, mich mit dem Thema Königsberg und Kaliningrad zu beschäftigen: Es war das Studium des Buches mit den Aquarellzeichnungen des russischen Architekten Arseniij W. Maksimow […] Er stammte aus einer Künstlerfamilie, baute als Militäringenieur in Vorbereitung für den Sturm auf Königsberg mit an einem naturgetreuen Modell der Stadt, lernte sie also aus Abbildungen kennen und liebte sie. Er blieb in der zerstörten Stadt und arbeitete in der Stadtplanung. Heimlich malte und zeichnete er – bevor sie alle verschwanden – die Ruinen seiner Stadt in einer realistischen Weise als wollte er sie fotografisch dokumentieren.“